# Ритнордхаузен (Эрфурт)
Ритнордхаузен (нем. Riethnordhausen) — община в Германии, в земле Тюрингия.
Входит в состав района Зёммерда. Подчиняется управлению Штраусфурт. Население составляет 1013 человек (на 31 декабря 2010 года). Занимает площадь 12,93 км².